# Svarttjärnen (Ovanåkers socken, Hälsingland, 680361-150108)
Svarttjärnen är en sjö i Ovanåkers kommun i Hälsingland och ingår i Ljusnans huvudavrinningsområde.